# Initiative Musik
Die gemeinnützige Initiative Musik fördert im Auftrag der deutschen Bundesregierung die Musikwirtschaft in Deutschland. Schwerpunkte der Arbeit sind Pop- und Rockmusik sowie Jazz. Die Initiative, die von der Beauftragten der Bundesregierung für Kultur und Medien jährlich mit 16 Millionen Euro finanziert wird, unterstützte seit ihrer Gründung im Oktober 2007 in bislang 48 Förderrunden über 1.500 Musikern und Bands (Stand: Februar 2020).

## Trägerschaft und Finanzierung
Träger der Initiative, die als Gemeinnützige GmbH organisiert ist, sind die Gesellschaft zur Verwertung von Leistungsschutzrechten (GVL) und der Deutsche Musikrat. Die GVL und die GEMA (teilweise über die GEMA Stiftung) finanzieren die Initiative mit jährlich 500.000 Euro. Den Großteil des Budgets stellt jedoch mit jährlich 16 Millionen Euro die Beauftragte der Bundesregierung für Kultur und Medien, die diesen Betrag auf Beschluss des Deutschen Bundestags zur Verfügung stellt.

## Ziele und Instrumente
Ziel der Initiative ist es nach eigenen Angaben, den Musik-Nachwuchs und die Integration zu fördern. Zudem soll die Verbreitung deutscher Musik im Ausland unterstützt werden. Seit 2012 gehört auch die Unterstützung der Livemusikclubs in Deutschland zu den Zielen.
Diese Ziele möchte die Fördereinrichtung, neben kleineren Projekten, vor allem durch Künstler- sowie Infrastrukturförderung erreichen.
In dem Programm zur Künstlerförderung werden jeweils ein Musiker oder eine Band sowie dazu ein Unternehmen, etwa ein Musiklabel, gefördert.
Der geförderte Act erhält pro Förderrunde einen Betrag zwischen 10.000 und 30.000 Euro, jedoch wird eine Eigenbeteiligung von mindestens 60 % gefordert. Bis Anfang 2020 wurden in 48 sogenannten Förderrunden jeweils etwa 20–60 Künstlern unterstützt, einige von ihnen auch mehrfach, so dass insgesamt etwa 1.500 Künstlern unterstützt wurden.
Zusätzlich existiert seit 2010 die Kurztourförderung, die Musiker und Bands mit einem Wohnsitz in Deutschland bei besonderen Auftritten im Ausland unterstützt (z. B. bei Showcase Festivals).
Um Mittel zur Infrastrukturförderung können sich Personen, Unternehmen oder Institutionen aus der Musikwirtschaft bewerben. Sie erhalten jeweils bis zu 100.000 Euro, auch hier ist eine Eigenbeteiligung von mindestens 60 % Voraussetzung für eine Förderung.
Im Livebereich existieren folgende Förderprogramme
- APPLAUS – Abkürzung für „Auszeichnung der Programmplanung unabhängiger Spielstätten“. Ein seit 2013 unter Einbeziehung der Bundeskonferenz Jazz und der LiveMusikKommission – Verband der Musikspielstätten in Deutschland e. V. vergebener mit 2 Millionen Euro dotierter Bundeskulturpreis.
- Digitalisierung der Aufführungstechnik in Livemusikspielstätten in Deutschland (kurz: Digi-Invest), seit 2016: dient der Sicherung und Steigerung der kulturellen Vielfalt und der Programmqualität in Livemusikclubs. Wird gemeinsam mit der LiveMusikKommission e. V. (LiveKomm) realisiert.
- Technische  Erneuerungs- und Sanierungsbedarfe in Livemusikspielstätten in Deutschland (kurz: TE-SA), seit 2017: unterstützt Musikclubs bei Anschaffungen in den Bereichen Bühnentechnik, visuellen Aufführungstechnik sowie Sound- und Backlinetechnik, um die akustische und auditive Aufführungssituation zu verbessern.
- Live 100, seit 2020: Förderung von Kleinkonzerten

Mit eigenen Projekten unter den Namen WUNDERBAR und GERMAN HAUS will die Initiative Musik außerdem die deutsche Musikwirtschaft im Ausland aktiv stärken. Dazu gehört seit 2010 das Leuchtturmprojekt GERMANY AT SXSW, die deutsche Gemeinschaftspräsentation der Kultur- und Kreativwirtschaft beim weltgrößten Showcase-Festival South by Southwest (SXSW) in Austin, Texas. Darüber hinaus engagiert sich die Initiative Musik in internationalen Netzwerken wie z. B. European Talent Exchange Programme (ETEP) und European Music Exporters Exchange (EMEE). Abgerundet werden die Exportaktivitäten mit den Themenreisen für das Besucherprogramm der Bundesrepublik Deutschland, die im Auftrag des Auswärtigen Amtes durchgeführt werden.